# Philippe Barret
Pour les articles homonymes, voir Barret.
Philippe Barret (né en 1945) est un essayiste, haut fonctionnaire et militant politique français.

## Biographie
Né le 15 novembre 1945 à Lyon, fils d'un représentant de commerce, Philippe Barret est ancien élève de l'École normale supérieure (L1965), titulaire d'une maîtrise ès lettres classiques et docteur en sciences politiques (1988).
Membre de l'Union des étudiants communistes (UEC) et de l'Union nationale des étudiants de France (UNEF), il est aussi membre de la direction de l'Union des jeunesses communistes (marxiste-léniniste), secrétaire général et trésorier de la Gauche prolétarienne en 1968-1969. Son militantisme le conduit à être un temps « manutentionnaire au tri postal » à la gare de Lyon. Il devient ensuite chargé d'études prospectives à la Délégation à l'aménagement du territoire et à l'action régionale (DATAR), et entre au cabinet du ministre de la Recherche, Jean-Pierre Chevènement, en 1982. Il reste proche de celui-ci, puisqu'il travaille avec lui au club République moderne, dont il est le secrétaire général de 1986 à 1988, et le suit à l'Éducation nationale, à la Défense et à l'Intérieur.
Il est l'auteur de plusieurs ouvrages sous son nom — dont Ernest Renan et le Journal apocryphe d'un président, — et sous le pseudonyme de Jean-Paul Sebord.

### Vie privée
Marié trois fois, il a été notamment l'époux de Blandine Kriegel, puis de Michèle Cotta.

## Œuvres
- « Jean-Paul Sebord » et Alexandre Faire, Le Nouveau Déséquilibre mondial : une prospective des rapports internationaux, Paris, Grasset, coll. « Centre de recherche : science et vie », 1973, 464 p. (BNF 35379317) ;
- « Jean-Paul Sebord », D'un deuxième monde à l'autre : essai prospectif sur l'Europe du Sud et le monde arabe, Paris, Éditions Anthropos (d), 1977, 345 p. (ISBN 2-7157-0266-3) ;
- Avec Gérard Chaumont, Pierre Morin et Josette Théophile, Commander demain : les relations hiérarchiques dans l'entreprise, Paris, Dunod, coll. « Dunod entreprise : gestion sociale », 1978, 108 p. (ISBN 2-04-010671-5) ;
- Scénarios pour la France de l'an 2000 : trois images de la société française en l'an 2000, Paris, Grasset, 1978, 249 p. (ISBN 2-246-00700-3) ;
- Ernest Renan : tout est possible, même Dieu !, Paris, François Bourin, 1992, 184 p. (ISBN 2-87686-132-1) ;
- Vie et mort d'un bureaucrate ordinaire : roman, Paris, Presses universitaires de France, coll. « Écrits », 1984, 319 p. (ISBN 2-13-038585-0) ;
- Journal apocryphe d'un président : 1981-1993 : j'allais vous dire, Paris, Jean-Claude Lattès, 1993 (réimpr. 1994), 437 p. (ISBN 2-7096-1335-2) ;
- L'Enfant si lointain : roman, Paris, Plon, 1996, 194 p. (ISBN 2-259-18432-4) ;
- Les Écrivains français en leur tombeau : essai, Paris, Flammarion, 1997, 369 p. (ISBN 2-08-067283-5) ;
- La République et l'École, Paris, Fayard, coll. « L'Idée républicaine », 2006, 128 p. (ISBN 2-213-63082-8) ;
- Moïse, Jésus, Mahomet : préceptes moraux de la Torah, du Nouveau Testament et du Coran, Paris, Fayard, 2010, 414 p. (ISBN 978-2-213-65478-2).
- N'ayez pas peur de la Chine !, Paris, Robert Laffont, 2018, 346 p.  (ISBN 978-2-221-19735-6)

## Décorations
- Chevalier de la Légion d'honneur [11],
- Officier de l'ordre national du Mérite
- Officier de l'ordre des Palmes académiques